# Tocumen
Tocumen est un corregimiento du Panama dans la banlieue est de la capitale, Panama. L'aéroport international de Tocumen, le plus important du pays, y est situé.